# 1895年逝世人物列表
1895年逝世人物列表：1月 - 2月 - 3月 - 4月 - 5月 - 6月 - 7月 - 8月 - 9月 - 10月 - 11月 - 12月
下面是1895年逝世的知名人士列表。

## 1-6月

### 1月3日
- 瑪麗·托蘭斯·拉斯拉普，美國節制改革者

### 1月4日
- 威廉·洛林，英國海軍上將

### 1月9日
- 亞倫·盧夫金·丹尼森，美國製表師

### 1月10日
- 本杰明·戈达，法國作曲家

### 1月19日
- 第一代西布拉子爵安東尼奧·路易士·德·塞布拉，葡萄牙地方法官和政治家

### 1月24日
- 伦道夫·邱吉尔勋爵，英國政治家

### 1月25日
- T·穆圖斯瓦米·艾耶，律師，馬德拉斯高等法院第一位印度法官

### 1月26日
- 亞瑟·凱利，英國數學家

### 1月28日
- 弗朗索瓦·德·坎羅特，法國將軍，法國元帥

### 2月9日
- 大寺安純，日本將軍（陣亡）

### 2月10日
- 劉步蟾，中國海軍上將（自殺）

### 2月12日
- 丁汝昌，中國陸軍軍官、海軍上將（陣亡）

### 2月18日
- 阿尔布雷希特大公，奧地利將軍

### 2月20日
- 弗雷德里克·道格拉斯，美國前奴隸和作家[1]

### 2月25日
- 第一代亞伯代爾男爵亨利·布魯斯，政治家

### 2月26日
- 薩爾瓦多·德·伊圖爾比德·瑪律讚，墨西哥親王

### 3月2日
- 貝爾特·莫里索，法國畫家

### 3月3日
- 傑弗里·霍恩比，英國海軍上將

### 3月9日
- 利奧波德·馮·薩切爾-馬索克，奧地利作家，受虐狂一詞以他的名字命名

### 3月10日
- 查理斯·弗雷德里克·沃思，英國出生的女裝設計師

### 3月13日
- 路易絲·奧托-彼得斯，德國女權運動活動家

### 3月30日
- 博尚·西摩，英國海軍上將

### 4月17日
- 豪爾赫·艾薩克斯，哥倫比亞作家、政治家和探險家[2]

### 4月25日
- 艾米莉·桑頓·查理斯，美國報紙創始人[3]

### 5月19日
- 何塞·马蒂，古巴獨立領袖

### 5月21日
- 法蘭茲·馮·蘇佩，奧地利作曲家

### 5月23日
- 弗朗茨·恩斯特·諾依曼，德國礦物學家、物理學家和數學家

### 5月26日
- 艾哈邁德·塞夫德特·帕夏，奧斯曼帝國政治家

### 5月28日
- 葛礼山，美國政治家

### 5月30日
- 約瑟夫·馬雷洛，義大利羅馬天主教主教

### 6月4日
- 苏丹阿布·峇卡，馬來西亞蘇丹

### 6月6日
- 古斯塔夫·諾登斯基爾德，瑞典探險家

### 6月13日
- 曼努埃爾·魯伊斯·佐里拉，西班牙首相

### 6月27日
- 索菲·阿德勒斯帕爾，瑞典女權主義者和雜誌編輯[4]

### 6月29日
- 托马斯·亨利·赫胥黎，英國進化生物學家
- 格林·克萊·史密斯，美國政治家
- 弗洛里亞諾·維艾拉·佩索托，巴西第二任總統
- 埃米爾·穆尼爾，法國藝術家

## 7-12月

### 7月9日
- 路易斯·博格兰，洪都拉斯軍人，第九任總統。

### 7月11日
- 姜紹祖，台灣民主國義勇軍敢字營將領，乙未戰爭抗日英雄

### 7月18日
- 斯特凡·斯坦博洛夫，保加利亞第9任總理

### 7月28日
- 愛德華·比徹，美國神學家

### 7月29日
- 弗洛里亚诺·佩绍托，巴西第二任總統

### 8月4日
- 路易士-安托萬·德索爾斯，魁北克記者、政治家

### 8月5日
- 弗里德里希·恩格斯，德國共產主義哲學家[5]

### 8月8日
- 豪厄爾·埃德蒙茲·傑克遜，美國最高法院大法官

### 8月14日
- 丁惟禔，清朝政治人物，進士出身。

### 8月22日
- 呂宋·B·莫裡斯，美國政治家

### 8月28日
- 吳湯興，台灣民主國義勇軍統領，乙未戰爭抗日英雄
- 普魯士的伊麗莎白·安娜，德國歐登堡大公國的世襲大公妃和普魯士王國公主。

### 9月8日
- 亞當·歐寶，汽車公司亞當·歐寶股份公司的德國創始人

### 9月26日
- 以法蓮·威爾士·布爾，美國園藝家，康科德葡萄的創造者

### 9月28日
- 路易·巴斯德，法國微生物學家、化學家

### 10月3日
- 哈裡·賴特，英國出生的美國棒球先驅

### 10月8日
- 明成皇后（閔皇后），最後一位韓國皇后（被暗殺）

### 10月13日
- 佛蘭克林·倫納德·波普，美國工程師、探險家和發明家

### 10月25日
- 查理斯·哈雷，德國出生的鋼琴家、指揮家

### 10月27日至28日
- 阿黛爾·斯皮策德，德國女演員、民謠歌手和自信騙子

### 11月5日
- 北白川宮能久親王

### 11月23日
- 莫裡茨·德·哈斯，荷蘭裔美國海洋畫家

### 11月24日
- 路德維克·泰希曼，波蘭解剖學家

### 11月27日
- 小仲马，法國小說家和劇作家[6]

### 12月12日
- 艾倫·瑟曼，美國政治家

### 12月13日
- 阿尼奧斯·耶德利克，匈牙利物理學家，發電機發明者

### 12月27日
- 艾文德·阿斯特魯普，挪威北極探險家